# Mies Boissevain-van Lennep

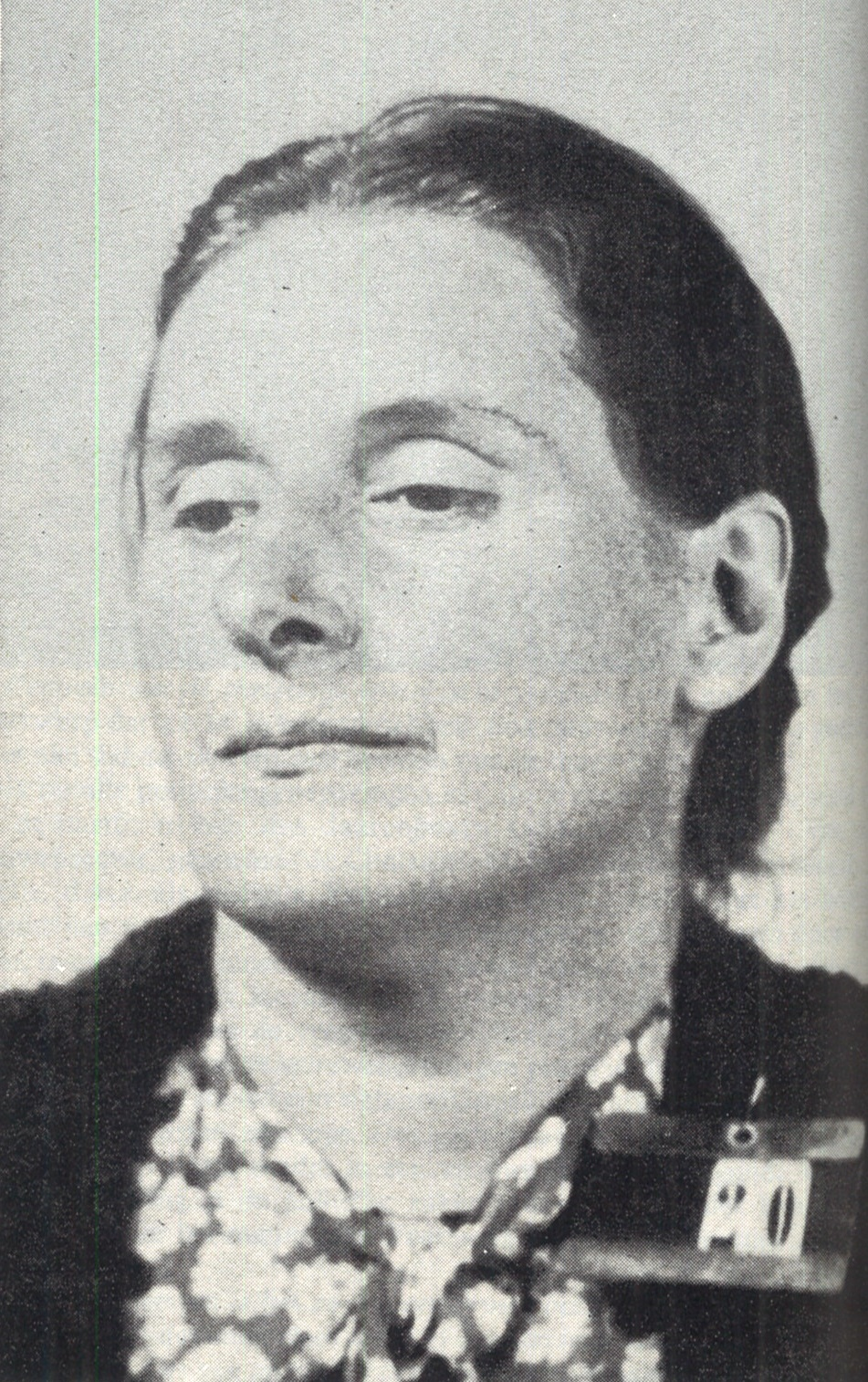
Mies Boissevain-van Lennep (1944)

Mies Boissevain-van Lennep, eigentlich Adrienne Minette van Lennep, (* 21. September 1896 in Amsterdam; † 18. Februar 1965 ebenda) war eine niederländische Frauenrechtlerin und Widerstandskämpferin gegen die deutsche Besatzung ihres Landes während des Zweiten Weltkriegs.

## Biographie
Mies van Lennep war eine Tochter von Anna Elize Homans (1871–1943) und des Bankiers Karel van Lennep, ein Neffe des Schriftstellers Jacob van Lennep. Sie hatte sechs Schwestern und einen Bruder. Die wohlhabende Familie lebte an der Herengracht, und die Kinder hatten eine französische Gouvernante. Ab dem Alter von zwölf Jahren besuchte Mies van Lennep eine öffentliche Handelsschule, wo sie ihren künftigen Ehemann Jan Boissevain kennenlernte. 1916 schloss sie ein Studium der Anglistik in Utrecht ab, und drei Jahre später heiratete sie Boissevain in der Singelkerk in Amsterdam.
Kurz darauf zog das Paar nach Schiedam, wo Boissevain Direktor einer Bank geworden war. Als er 1922 Direktor der Maatschappij voor Industrie- en Handelsbelangen wurde, kehrte die Familie zurück nach Amsterdam. Zwischen 1920 und 1922 wurden drei Söhne und 1925 und 1926 zwei Töchter geboren. Anfang der 1930er Jahre eröffnete Mies Boissevain-van Lennep in ihrem Haus an der Keizersgracht einen Schönheitssalon mit dem Namen gezondheid + schoonheid = levenslust (Gesundheit + Schönheit = Lebensfreude).
Gemeinsam mit ihrer Freundin Willemijn Posthumus-van der Goot engagierte sich Boissevain-van Lennep in der Nederlandsche Vereeniging voor Vrouwenbelangen en Staatsburgerschaft (VVGS). Sie war Mitglied des Gesamtvorstandes und Präsidentin der Amsterdamer Sektion. 1937 setzte sie sich gegen einen Gesetzesvorschlag von Sozialminister Carl Romme von der Roomsch-Katholieke Staats Partij ein, nach dem verheirateten Frauen per Gesetz die Ausübung einer bezahlten Arbeit untersagt werden sollte. Unter anderem veröffentlichte sie in der Zeitschrift De Groene Amsterdammer Limericks, in denen sie sich über Romme lustig machte. Sie gründete den hutspotclub, in dem Frauen einmal im Monat gegen geringes Entgelt gemeinsam aßen und sich Vorträge anhörten: „Boissevain-van Lennep interessierte sich für die gegenseitige Solidarität zwischen Frauen, unabhängig von Rang und Klasse.“
In Zusammenarbeit mit anderen Frauen war Boissevain-van Lennep an der Organisation der Kindertransporte beteiligt, mit denen tausende jüdischer Kinder aus Deutschland und Österreich nach Großbritannien gebracht wurden. 1938 wurde sie Sekretärin des Women’s Aid Committee for Refugees, eines Zusammenschlusses von Frauenorganisationen, die sich um die Betreuung und Unterbringung von Flüchtlingen aus dem NS-Staat kümmerten.
Während der Besatzung durch die Deutschen waren Mitglieder der Familie Boissevain-van Lennep an verschiedenen Widerstandsaktivitäten beteiligt; so engagierte sich Mies für die Rettung von Kindern aus der Hollandsche Schouwburg. Die Söhne Janka und Gi gehörten der Widerstandsgruppe CS-6 an, benannt nach der Adresse Corellistraat 6, wo die Familie ab 1940 wohnte, und zu der auch Jan Verleun und Gerrit Kastein gehörten. Am 2. August 1943 führte der Sicherheitsdienst (SD) eine Razzia im Haus durch, und Mies van Boissevain-van Lennep und ihr jüngster Sohn Frans wurden verhaftet und ins Gefängnis am Amstelveenseweg gebracht. Von dort wurden Mutter und Sohn am 6. Oktober in das Kamp Vught gebracht, wo sie auch Jan Boussevain wiedertrafen, der zuvor verhaftet worden war. Am 1. Oktober 1943 wurden ihre Söhne Jan Karel „Janka“ und Gideon Willem „Gi“ sowie deren Cousin Louis Boissevain in den Dünen bei Overveen von den Deutschen erschossen.
Im Lager war Mies Boissevain-van Lennep in der Krankenstation tätig. Als das Lager am 6. September 1944 evakuiert wurde, wurde sie in das KZ Ravensbrück transportiert. Sie sorgte dafür, dass die 70 Frauen in dem Zug nicht in Panik gerieten und machte ihnen auch nach der Ankunft in Ravensbrück durch ihre „grenzenlose Vitalität“ Mut. Ihr Mann und ihr Sohn Frans wurden getrennt von Vught aus in Konzentrationslager deportiert: Jan Boissevain über Sachsenhausen nach Buchenwald, wo er im Januar 1945 starb. Frans Boissevain kam nach Dachau; er überlebte den Krieg, ebenso die Tochter Annemie, die ab November 1944 drei Monate lang im Oranjehotel in Scheveningen festgehalten worden war. Im April 1945 wurde die schwerkranke und unterernährte Mies Boissevain-van Lennep mit einem Transport des Roten Kreuzes von Ravensbrück nach Schweden gebracht, um sich zu erholen.

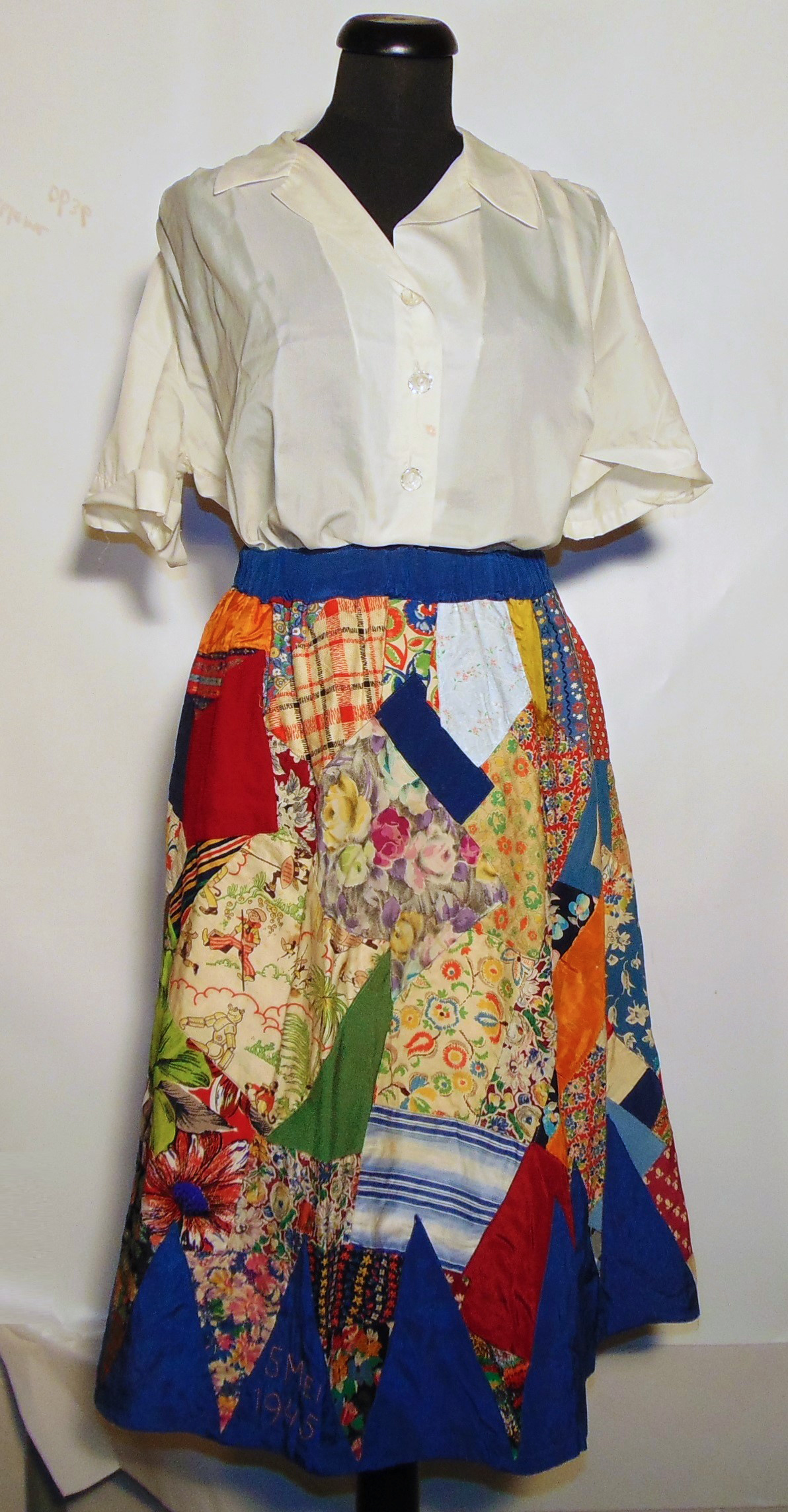
„Nationaler Festrock“ im Vrijheidsmuseum in Groesbeek

Als Mies Boissevain-van Lennep im August 1945 nach Amsterdam zurückkehrte, war ihr Haus geplündert und von anderen Bewohnern übernommen worden. Kurz darauf wurde Mammie Mies als einzige Frau Mitglied der Vorrink-Kommission, die die Rolle des Roten Kreuzes und anderer Hilfsorganisationen während der Besatzung untersuchte. Auch nahm sie einen Sitz in der Kommission für nationale Feiertage ein. In diesem Zusammenhang erfand sie den „Nationalen Festrock“, der aus vielen Stoffresten genäht wurde. Ihre Idee war, durch damit verbundene Erinnerungen den Zusammenhalt unter Frauen zu stärken, wie sie das in ähnlicher Form schon im Gefängnis praktiziert hatte. Exemplare dieser Röcke sind in niederländischen Museen ausgestellt. Sie gründete die Vrouwenpartij Praktisch Beleid, die von mehreren Ravensbrück-Überlebenden unterstützt wurde und bei den Amsterdamer Gemeinderatswahlen antrat, aber ohne Erfolg blieb. Sie war 1946 Mitbegründerin der Nederlandse Vrouwenbeweging, die sie aber wegen politischer Konflikte später verließ. Für jüdische Kinder engagierte sie sich weiterhin in der Commissie voor Oorlogspleegkinderen (Kommission für Kriegspflegekinder).
Mies Boissevain-van Lennep starb 1965 nach langer Krankheit. Zahlreiche Nachrufe zeugen von ihrer beeindruckenden Persönlichkeit. Laut der Haagse Post ging nach ihrem Tod „eine Welle der Rührung“ durch „viele niederländische Wohnzimmer“. Freunde und Kollegen lobten ihre Hilfsbereitschaft, ihren Einfallsreichtum, ihr unverwüstliches Vertrauen und ihren Mut. Ihr Körper wurde eingeäschert, und die Asche auf dem Ehrenfriedhof Bloemendaal verstreut, wo auch ihre Söhne Janka und Gi bestattet sind.